# Фантин, Присила
Присцила Фантин (имя при рождении Присцила Фантин ди Фрейтас, род. 18 февраля 1983 года, Салвадор, Баия, Бразилия) — бразильская киноактриса.

## Биография
Присцила Фантин родилась в Салвадоре, штат Баия. Ещё в детстве она успела пожить в Белу-Оризонти. В 16 лет переехала в Рио-де-Жанейро, когда её взяли играть в подростковый сериал «Malhacao», и больше не переезжала.
В пять лет Присцила сопровождала свою старшую сестру Фабиолу на фотосессию. Вскоре младшую сестру тоже пригласили сделать серию снимков в качестве фотомодели. Поработала моделью с 11 до 15 лет в Белу-Оризонти, откуда одна из её фотографий попала на «Глобо». Через год её пригласили в «Malhacao».
Немногим актрисам удалось так мгновенно взлететь на телевизионный олимп, как Присциле Фантин (Priscila Fantin). Уже в 16 лет её приглашает Рикарду Ваддингтон в молодёжный сериал «Malhacao». Тогда её судьбу решил телефонный звонок режиссёра, она отказалась от годичных курсов в Соединённых Штатах ради артистической карьеры в Бразилии. Она сомневалась, но решила рискнуть и не раскаивается.
В 2002 году снялась в сериале режиссёра Бенедито Руя Барбозы «Земля любви, земля надежды» в роли Марии.
16 августа 2011 г. у Присцилы и её друга актёра Ренана Абреу, с которым она вместе играла в спектакле «Марка Зорро» родился сын Ромео.